# Pericallia sachalinensis
Pericallia sachalinensis là một loài bướm đêm thuộc phân họ Arctiinae, họ Erebidae.